# 永井公彦
永井 公彦（ながい きみひこ、1967年1月5日 - ）は、札幌テレビ放送（STV）アナウンサー、元編成局アナウンス部担当部長。早稲田大学高等学院、早稲田大学法学部卒業。

## 略歴
1989年入社。同期のアナウンサーは谷口祐子（2013年3月退社）、河野好信（現・報道部）、船守さちこ（現・フリーアナウンサー）。
2004年に北海道へ移転したプロ野球チーム・北海道日本ハムファイターズと自身の名前にちなんで、「永井ハム彦」（名前の「公」を分解）と紹介されることがある。

## 現在の担当番組

### テレビ
- ハイ!STVです（2019年7月 - ）
- STVニュース（不定期）
- 1×8いこうよ!（ナレーション）

### ラジオ
- 北海道ライブ あさミミ!（2021年4月 - 、木・金曜担当）
- STVファイターズLIVE 実況（不定期）
- STVニュース（不定期）

## 過去の担当番組

### テレビ
- D（どさんこ）スポーツ（準レギュラー）
- Dramatic Game 1844
- すすめ!みらい戦隊!!（ナレーション）
- Jリーグ中継（自社向けに加え、委託を受けていたスカパー!向けの北海道コンサドーレ札幌主管試合も担当）

### ラジオ
- ウイークエンドバラエティ 日高晤郎ショー（千客万来!笑いで繁盛!）
- 千ちゃんの幸せラジオドーム
- おばん de JAZZ
- ナガイ生活科学研究所
  - 番組の実験として、ラジオではあるが全裸で生放送をしたことがある。
- STVホットライン
- オハヨー!ほっかいどう（金曜）
  - 2002年4月 - 2005年3月まで、金曜日のみ担当した。
  - 2015年10月 - 2016年3月まで、木曜・金曜日を担当した。
  - 2018年10月 - 2021年3月の放送終了まで再び木・金曜日を担当した。
- オハヨー!土曜日
- STVアタックナイター・ファイターズスタジアム
- 中央競馬実況中継（現在は重賞競走の実況がメイン）
- 情報アライブ
  - 2016年4月 - 9月までは、月 - 金曜日の16:00 - 17:57を担当。
  - 2016年10月 - は、月曜日は16:00 - 17:57まで、火 - 金曜は16:00 - 19:00まで担当。
- GO!GO!サタデー (STVラジオ)（2019年10月 - 2021年3月）
- まるごと!エンタメ〜ション
  - ようじのぢかん
    - 10月第4週（2022年10月24日 - 2022年10月28日）
    - 6月第2週（2023年6月12日 - 6月16日）